# Agonoscelis rutila
Agonoscelis rutila és una espècie d'hemípter heteròpter de la família Pentatomidae. Succiona la saba de l'espècie de planta Marrubium vulgare, causant la caiguda dels nous brots. Encara que usualment ataquen al marrubiu, poden també parasitar una varietat d'altres arbres i arbustos. Tenen cinc estadis nimfals en el seu desenvolupament.

## Galeria

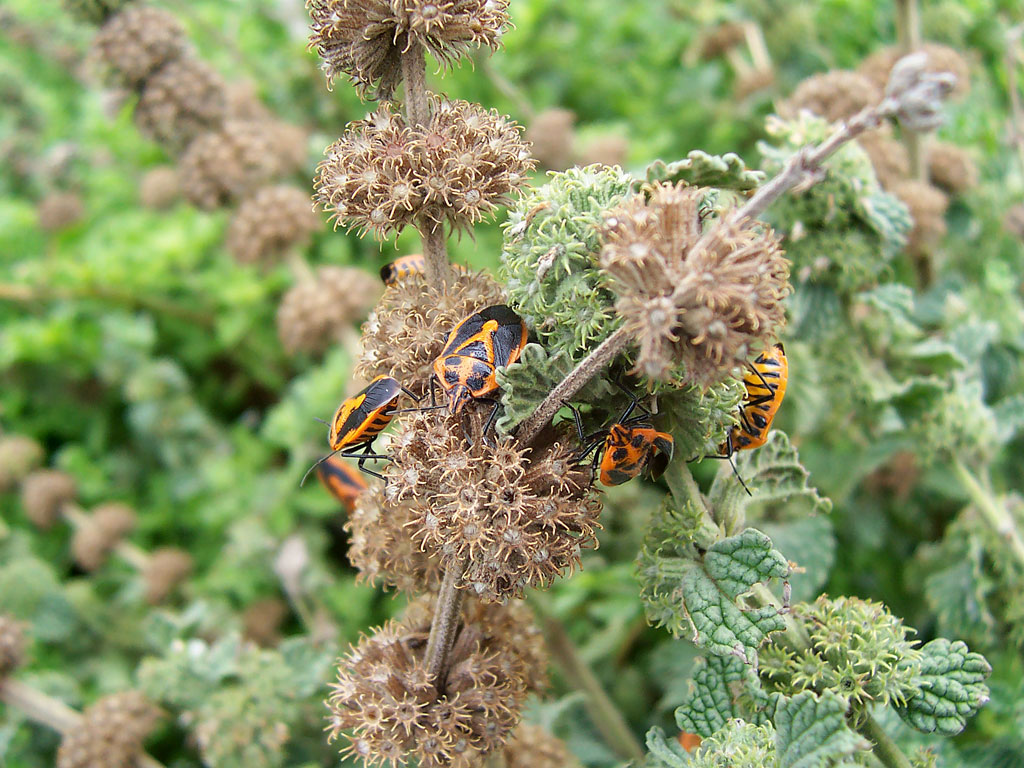
Agonoscelis rutila
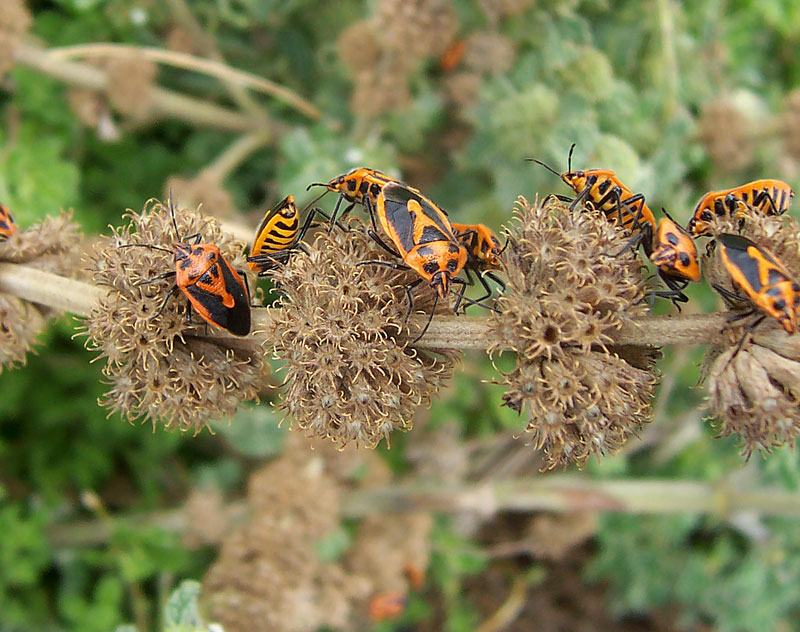
Agonoscelis rutila